# راي كلوز
راي كلوز (بالإنجليزية: Ray Close)‏ مواليد 20 يناير 1969 في بلفاست، هو ملاكم محترف بريطاني سابق صنّف ضمن فئة الوزن المتوسط بدأ مسيرته الاحترافية سنة 1988. في 1993 هزم فينتشنزو نارديلو ليحقق بطولة الاتحاد الأوروبي لوزن المتوسط في إيطاليا.

## إحصائيات
خاض خلال مسيرته 29 نزالا، فاز في 25 وتعادل في 1 وخسر في 3. فاز بالضربة القاضية في 14 نزالا.

## روابط خارجية
- راي كلوز على موقع بوكس ريك (الإنجليزية) (registration required)